# 팔마소리아노

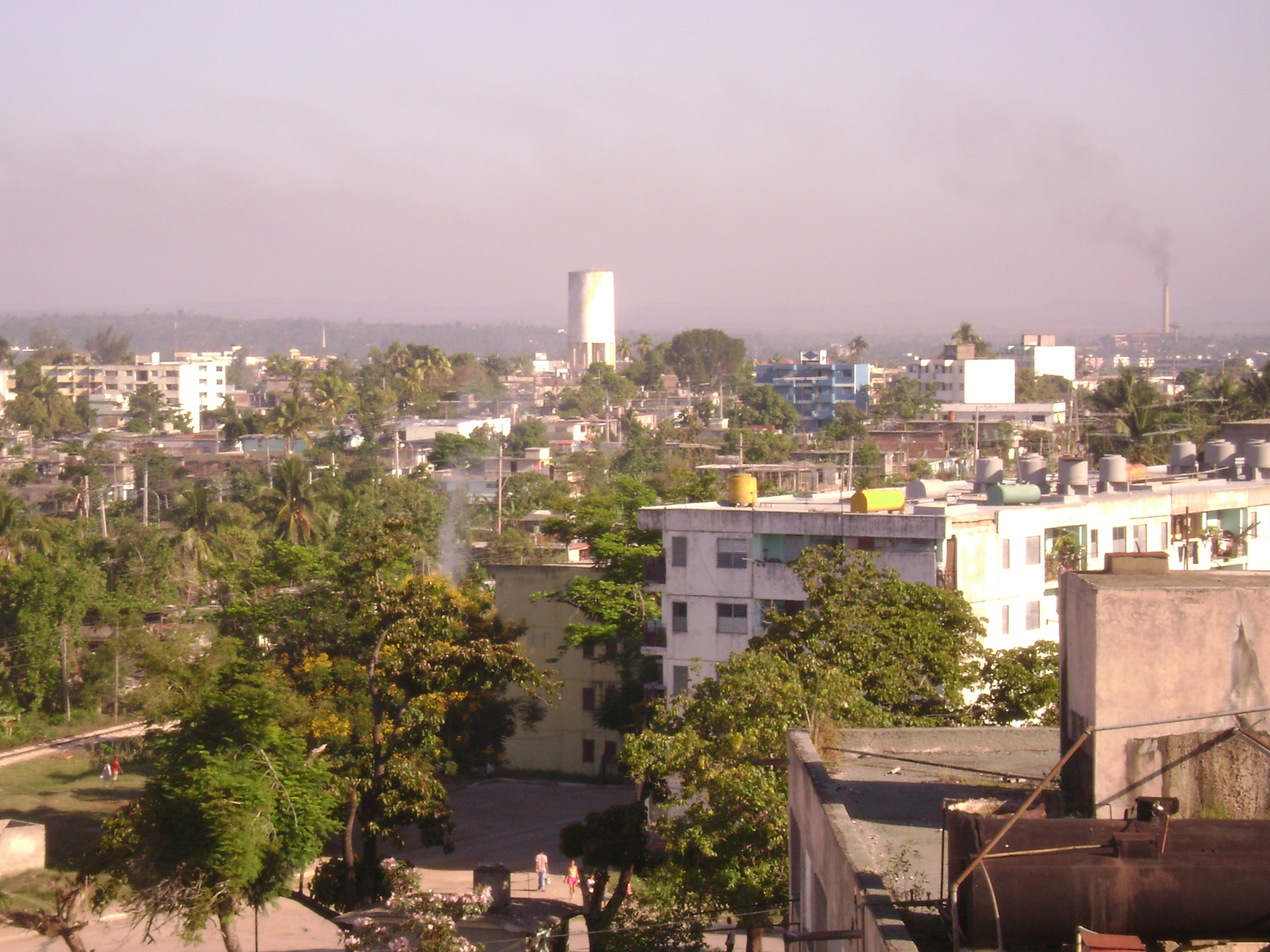
팔마소리아노

팔마소리아노(스페인어: Palma Soriano)는 쿠바 산티아고데쿠바주에 위치한 도시로 면적은 845.8km2, 높이는 150m, 인구는 124,585명(2005년 기준), 인구 밀도는 147.3명/km2이다. 도시가 설립된 시기는 1825년이다.